# Żuromino
Żuromino (kaszub. Żëromino) – wieś w Polsce, położona w województwie pomorskim, w powiecie kartuskim, w gminie Stężyca.
Wieś położona na Kaszubach, na terenie Kaszubskiego Parku Krajobrazowego, przy szlaku wodnym „Kółko Raduńskie” nad Jeziorem Raduńskim Górnym. 
| SIMC    | Nazwa     | Rodzaj    |
| ------- | --------- | --------- |
| 0174272 | Chróstowo | część wsi |

W latach 1975–1998 miejscowość administracyjnie należała do województwa gdańskiego.
Miejscowość jest siedzibą sołectwa Żuromino, w którego skład wchodzą również Chróstowo i wieś Dubowo.
Żuromino 31 grudnia 2014 r. miało 381 stałych mieszkańców, z których 294 osób mieszkało w głównej części wsi.
W kierunku północnym od wsi znajduje się jezioro Żuromino. 